# Heilig Hartbeeld (Beesel)
Het Heilig Hartbeeld is een standbeeld in de Nederlandse plaats Beesel, in de provincie Limburg.

## Achtergrond
In 1917 werd in Beesel een Heilig Hartbeeld opgericht. Het werd in 1937 vervangen door een nieuw zandstenen beeld, gemaakt door Louis Ramakers. Aan het eind van de Tweede Wereldoorlog werd de kerktoren opgeblazen, waarbij ook dit beeld verloren ging.
Na de oorlog werd een nieuw Hartbeeld geplaatst, gemaakt door Leo Jungblut en gebakken bij het Atelier St. Joris in Beesel. Het beeld staat achter de  Sint-Gertrudiskerk en werd op 24 juli 1949 geïntroniseerd. Andere exemplaren van Jungbluts ontwerp staan in Rucphen, Standdaarbuiten en Ulft.

## Beschrijving
Het beeld toont een Christusfiguur ten voeten uit, gekleed in een lang gewaad en met wapperende mantel. In zijn naar voren gestoken linker handpalm is de stigmata zichtbaar. Met zijn rechterhand omvat hij het vlammend Heilig Hart voor zijn borst. Het beeld is gemaakt van geglazuurd aardewerk. Het staat op een bakstenen sokkel, waarop aan de voorzijde een wapenschild is aangebracht met het Christusmonogram.